# 紅い花
『紅い花』（あかいはな）は、つげ義春が『ガロ』1967年10月号に掲載した短編漫画。雄大な自然の風景とノスタルジックなおかっぱ頭の少女を通して、独特の叙情世界を築き上げた作品である。『ねじ式』と対極をなすもう一つの代表作。

## 概要

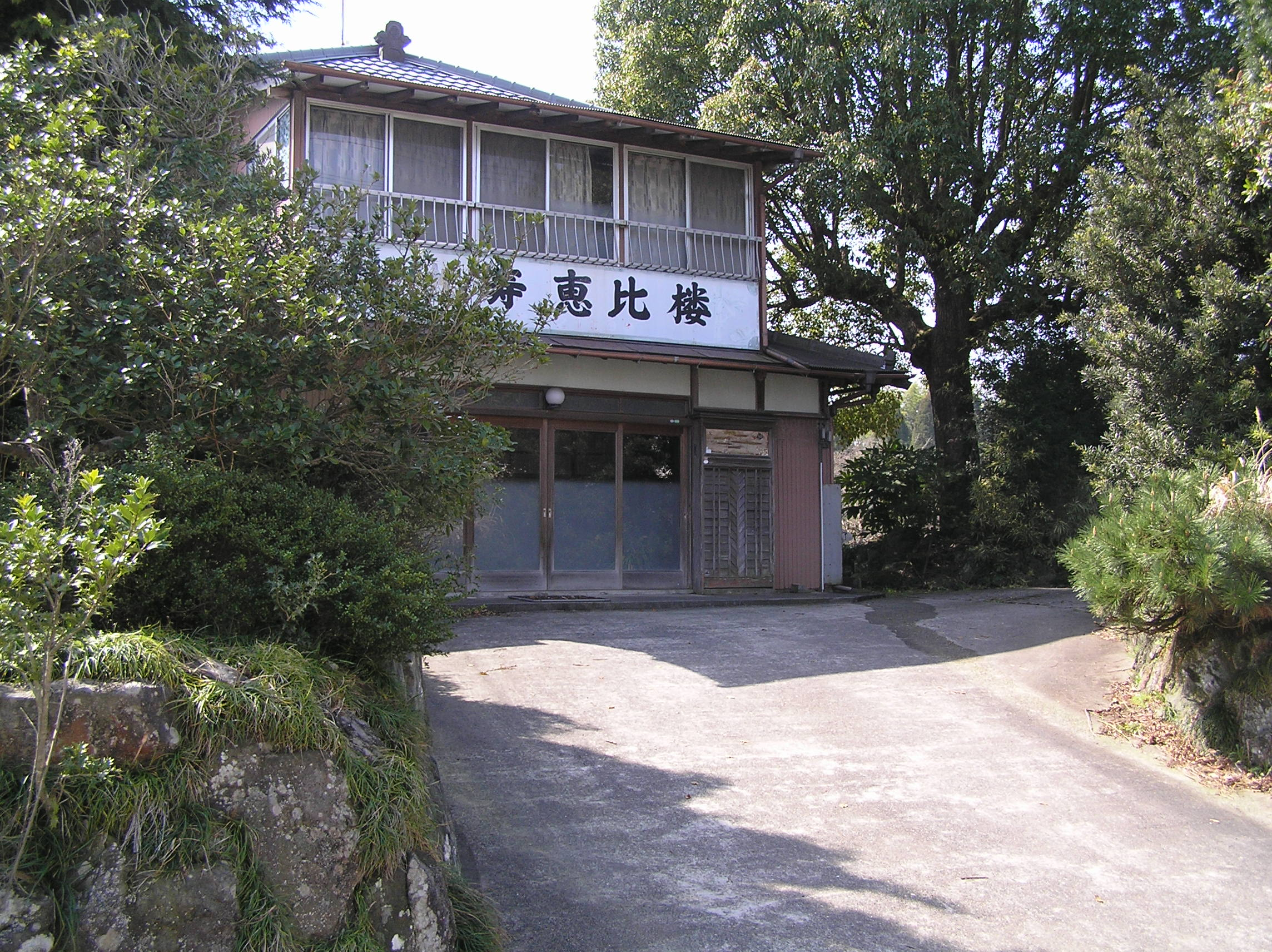
旅館寿恵比楼

ストーリーは、釣り人である主人公の男性と、山中の小さな売店で店番をしているキクチサヨコとの出会いから始まる。キクチサヨコは、良い釣り場を訪ねる主人公に、同級生のシンデンのマサジを紹介する。作中では、どこの地方のものとも明示されていない方言が用いられている。
『紅い花』とは、少女が初潮を迎えて大人になることの隠喩である。半分大人になりかかったキクチサヨコと、彼女にいたずらするかたわら、仄かな恋心を寄せるまだ子供のシンデンのマサジのやり取りが渓流や森といった自然を背景に繰り広げられ、微妙な恋物語を際立たせる。
千葉県夷隅郡大多喜の旅館寿恵比楼の当時17～18歳くらいの娘が、同様のおかっぱ頭をした『沼』に登場する少女のモデルであるといわれ、同時にキクチサヨコの原型でもないかとの推測もあるが詳細は不明。また、舞台もどことも限定できない土地であり、幻想的である。しかし、この作品のおおらかさは、つげが白土三平に招待された旅館寿恵比楼滞在がもとになっているといわれ、作者の人生の中でも、最も解放感に満ちた時期に描かれた作品の一つである。

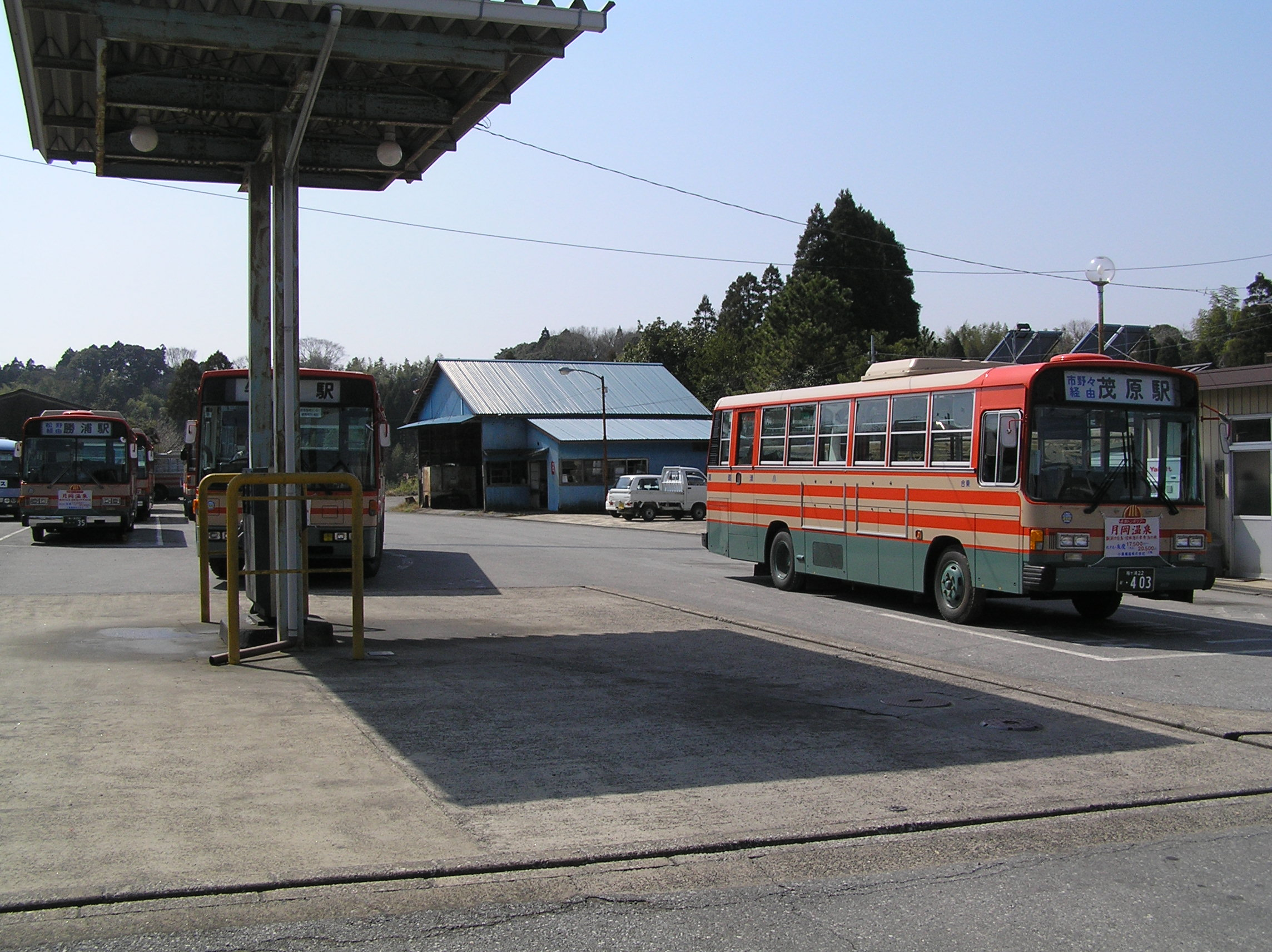
『紅い花』の中でキクチサヨコの台詞として採用されたバスガイドが務めていた小湊鉄道車庫

作中に、どこの地方とも特定できないような方言が散りばめられており、またキクチサヨコは韻を踏んだような台詞をとうとうと喋るが、この台詞回しも作者の想像力の中から生まれたものであり、福島弁を駆使した『もっきり屋の少女』とはまた趣が異なっている。心地の好い台詞もこの作品の魅力の一つ。
台詞で特徴的なのはヒロインの生理を表現する言葉の数々だが、そのうちの「腹がつっぱる」は、作者が生理中の少女に想像力を張り巡らせて作ったものではなく、寿恵比楼旅館滞在時に「靴下がつっぱる」と嘆く女性の会話を作者が聞き間違えたエピソードが元になっている。このエピソードは、1967年4月には友人（立石慎太郎）と旅館寿恵比楼を再訪した際に、隣室に泊まっていたバスガイドの発した言葉「えいっ、腹が立つ、突っ張る」がヒントとなり、『紅い花』の中でキクチサヨコの台詞として利用した。また、つげがどてらを着て寝ようとしたところ宿の少女が「どてらを着て寝ると切ない」といったが、これを「もっきり屋の少女」にて少女のセリフに利用した。

## あらすじ
どこの地とも知れない山深い村にポツンと1軒の茶店。

店番の少女、キクチサヨコは物憂げにため息をつく。

そこへ、ふっと現れた釣り人。すかさず店に招き入れるサヨコ。

貧しい家のサヨコは、一人で店を切り盛りしていた。

やんちゃな同級生マサジは、いつものようにサヨコをいじめにやってくる。

川岸には、紅い花が怪しく咲き乱れている。

マサジは、一人川に入るサヨコの姿を見つける。

そこで、思いがけず目にしたものは・・・・

マサジの目の前を、不思議な紅い花が渓流の流れの中を舞うように流れていく。

サヨコの様子に、マサジの心は微かに揺れ動く。

## 評価
- 松岡正剛

『紅い花』のキクチサヨコや『もっきり屋の少女』のコバヤシチヨジの奥には、英泉の藍摺り浮世絵の朱が徒花のように点じられている。

## 映像化作品

### 1976年
1976年4月3日にNHK『土曜ドラマ』枠内で『劇画シリーズ』と題された『ガロ』の作品3本シリーズの一本としてドラマ化された。他の2本は林静一原作の『赤色エレジー』と、滝田ゆう原作の『寺島町奇譚』。
このドラマではつげ義春がモデルと思しき主人公が幻想世界と原風景の中に迷い込むストーリーとなっている。演出は『夢の島少女』や『四季～ユートピアノ』など擬似ドキュメンタリータッチのドラマで評価の高い佐々木昭一郎。出演は草野大悟、沢井桃子、宝生あやこ、藤原釜足ほか。草野大悟演じる主人公の「私」は、つげ義春に似ていると当時評判になった。また、往年の名脇役である藤原釜足が長井勝一をモデルにした出版社の社長役で出演。アラカンこと嵐寛寿郎が原作には登場しないキクチサヨコの祖父役を演じている。『紅い花』の他、つげの『沼』『ねじ式』『古本と少女』『ゲンセンカン主人』などのエッセンスを1つのストーリーにまとめた内容となっている。このドラマは現在まで映像ソフト化されていないが、1977年エミー賞（フィクション部門）及び第31回文化庁芸術祭大賞を受賞するなど評価は高くNHKアーカイブスなどで再放送が行われている。
映像化された作品は日本のみならずアメリカのテレビ界最高といわれるエミー賞も受賞したが、後年、感想を聞かれ「なんとも思わない」「くだらないと思う。あんな程度で賞を取れるなんて、テレビのレベルが低いと思った」と発言。

### 1993年
1993年に『ゲンセンカン主人』のタイトルで映画化されたオムニバス作品の第2話となった。監督は『網走番外地』などで知られる石井輝男。佐野史郎がつげ義春をモデルにした主人公を演じた。本作の他に、表題である『ゲンセンカン主人』『李さん一家』『池袋百点会』の4話が収められた。
キクチサヨコは久積絵夢、シンデンのマサジは荻野純一が演じた。最後のシンデンのマサジがキクチサヨコを背負って山を下りるシーンで斜面いっぱいに咲き乱れる紅い花は、ティッシュペーパーの造花で再現されたという。
1994年2月に東北新社よりVHS版がリリースされた後、2018年6月にDIGレーベルよりHDニューマスター版が発売された。

### 1998年
1998年9月にテレビ東京の深夜ドラマ『つげ義春ワールド』の第11話として放映された。主演は田辺誠一、邑野未亜。

## 関連番組
- BSマンガ夜話『紅い花』（1997年5月28日 NHK BS2） - 石井輝男がゲスト出演。石井の撮った『紅い花』の抜粋シーンも流れた。